# Friedrich August von Sachsen-Eisenach

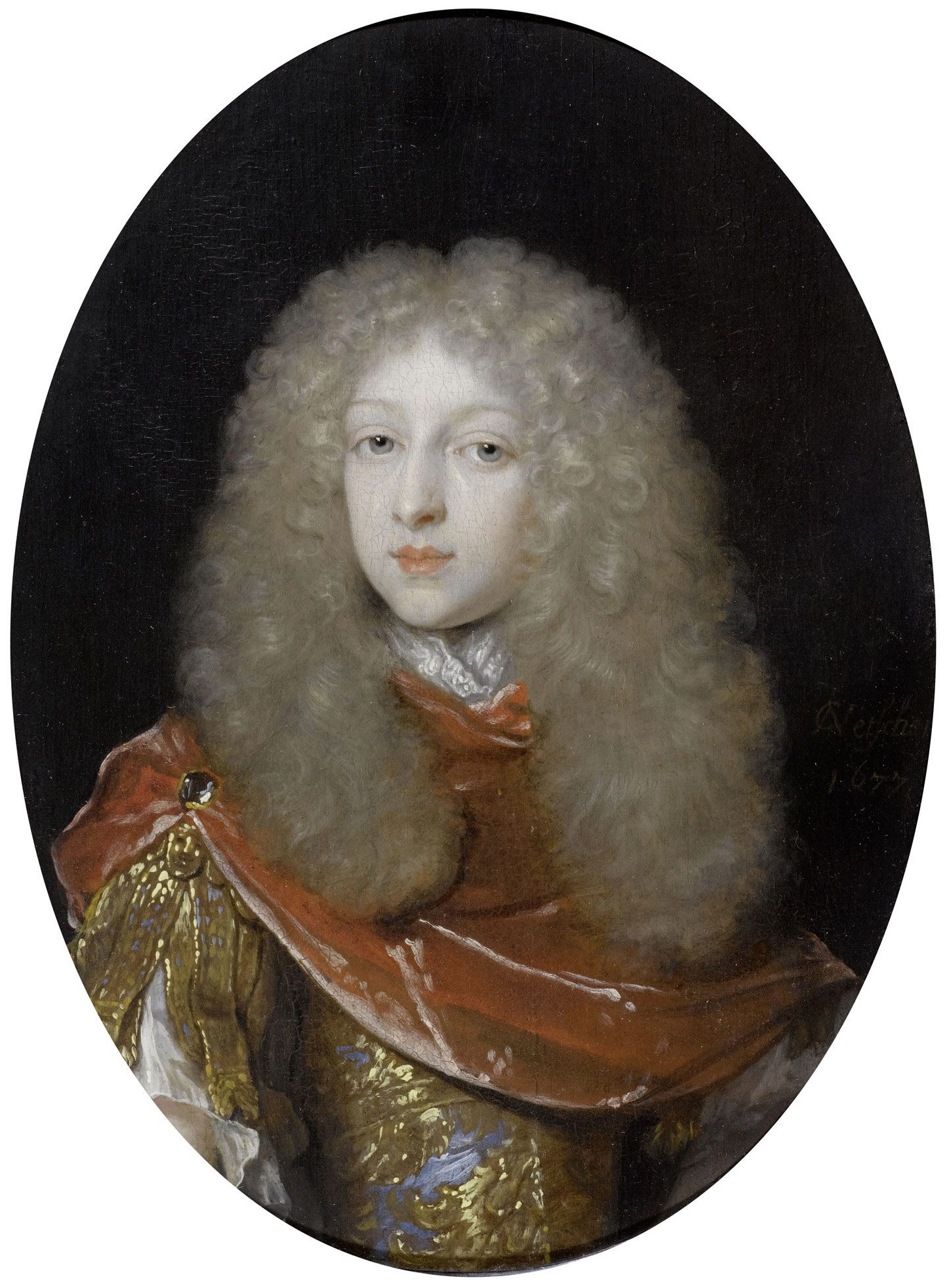
Caspar Netscher: Erbprinz Friedrich August von Sachsen-Eisenach, 1677

Friedrich August von Sachsen-Eisenach (* 30. Oktober 1663 auf Schloss Friedewald in Friedewald, Grafschaft Sayn-Altenkirchen; † 19. September 1684 in Pressburg) war Erbprinz von Sachsen-Eisenach und entstammte der ernestinischen Linie des Hauses Wettin.

## Leben
Friedrich August wurde als erster Sohn des Herzogs Johann Georg I. von Sachsen-Eisenach und dessen Ehefrau, Johanetta, einer Prinzessin von Sayn-Wittgenstein geboren.
Er nahm als kurbayerischer Oberst auf Seiten der kaiserlichen Armee an den Türkenkriegen und der fehlgeschlagenen ersten Belagerung von Ofen 1684 teil. Durch einen Kanonenschuss zu Ofen schwer verwundet, wurde er nach Pressburg gebracht, wo er kurze Zeit später seinen Wunden erlag. Er wurde am 16. Oktober 1684 in der Fürstengruft der Georgenkirche zu Eisenach bestattet.
Sein Tod zog, insbesondere an der Universität Jena, eine große Zahl an Trauerschriften nach sich, die Friedrich August als Reinkarnation seines ruhmreichen ernestinischen Großonkels Bernhard von Sachsen-Weimar begriffen. Er wurde zum sächsischen Helden (genannt Hector Teutonicus, Hercules Saxonicus) stilisiert und mit dem glücklosen trojanischen Feldherrn Hektor und seinem griechischen Gegenpart Achilles oder Hannibal verglichen. Als Erbprinz und Hoffnungsträger seines Hauses war sein früher Tod ein schmerzlicher Verlust für den gesamten Hof; so wurde er vom Eisenachischen und Jenaischen Leibmedicus Johann Otto Horst besonders betrauert. Erbprinz wurde sein Bruder Johann Georg.